# Svantje Wascher
Svantje Wascher (* 1972 in Georgsmarienhütte im Landkreis Osnabrück, Niedersachsen) ist eine deutsche Schauspielerin, Synchronschauspielerin, Hörbuch- und Hörspielsprecherin, Werbesprecherin sowie Moderatorin.

## Biographie
Svantje Wascher lebte bis 1986 in Osnabrück und zog dann nach Lich (Hessen) unweit von Gießen. Dort jobbte sie ab ihrem 16. Lebensjahr neben der Schule im Programmkino Kino Traumstern in Lich als Kartenabreisserin. Nach Abschluss ihres Abiturs im Jahr 1992 auf der Gesamtschule Gießen Ost zog sie zurück nach Osnabrück. Hier arbeitete sie 1992 bis 1993 im Hasetor Kino Universum als Kino-Kartenverkäuferin. Ihre Passion zum Schauspiel konnte Svantje Wascher im gleichen Zeitraum im Jugendclub Stadttheater Osnabrück bei ersten Aufführungen im emma-theater in der Osnabrücker Weststadt mehrfach unter Beweis stellen.
Auch Jahre nach Beginn ihrer Schauspiel- und Synchronarbeiten verlor sie nicht den Bezug zu Programmkinos. 2002 wurde sie Filmvorführerin an der Filmbühne am Steinplatz in Berlin und arbeitete im Anschluss daran von 2003 bis 2009 als Filmvorführerin im Kino Blow Up ebenfalls in Berlin. Im Jahr 2009 nahm sie am CICAE Action and Management Seminar, San Servolo in Venedig teil.
Svantje Wascher lebt in Berlin.

## Schauspielerin
1993 startete sie ihr Schauspielstudium an der Schauspielschule Krauss in Wien, das sie 1996 mit ihrem Diplom abschloss. Vor ihrer Schauspielausbildung im Jahr 1993 war sie am Salzburger Landestheater Regieassistentin bei Oliver Stern für das Stück Kindsmord von Peter Turrini. 1997 folgte ein Umzug nach Berlin. Von 2000 bis 2001 absolvierte sie ein Aufbaustudium bei der Deutschen Schauspielerakademie (DSA) in München, wo sie auch ein Jahr lebte. In zahlreichen Kino- und Fernsehproduktionen ist sie als Schauspielerin in Haupt- und Nebenrollen zu sehen, so etwa auch in Gastrollen in der Serie SOKO Leipzig und dem Tatort des Hessischen Rundfunks.

## Synchronisation
Im Jahr 2002 begann Svantje Wascher mit ihrer Laufbahn als Synrchonschauspielerin. Ihre erste große Synchronrolle hatte sie in 2005 in den Anime-Serienverfilmungen von Magister Negi Magi inne. Auch in Werbespots für TV- und Radiowerbung ist sie beispielsweise für bonprix, Ratiopharm, Renault, Ryanair und Volkswagen zu hören.

## Hörbücher und Hörspiele
Im Jahr 2011 begann Svantje Wascher Hörbücher einzulesen und Hörspielrollen zu sprechen. Inzwischen hat sie über 70 Hörbücher und Hörspielrollen, unter anderem für Verlage und Studios wie dem Hörbuch Hamburg Verlag, Plan 1, Das Hörspielstudio X-Berg, Audible Studios, Studio Stil Berlin, Argon Verlag und Random House Audio, gesprochen und gelesen.

## Arbeiten als Jurorin
Durch ihre Arbeit in verschiedenen kleinen und großen Programmkinos und auf ihre Bewerbungen hin, ist Svantje Wascher als Jurorin bei einigen Filmfestivals tätig gewesen. So war sie Jurymitglied für die AG Kino 2004 auf dem Internationalen Filmfest Mannheim-Heidelberg, Jurymitglied für die AG Kino CICAE Paris 2005, 2007 und 2009 auf dem Festival de Cannes, Sektion Quinzaine des Réalisateurs, Directors Fourtnight, und Jurymitglied für die AG Kino CICAE Paris 2010 auf dem Filmfest Locarno in der Sektion Wettbewerb. Des Weiteren als Jurymitglied für Europa Cinemas in Cannes im Jahr 2008.

## Radiomoderation
2001 bis 2002 arbeitete sie für das Radiomagazin bei M94.5 in München als Moderatorin abwechselnd mit dem Schauspieler Armin Zarbock und der Schauspielerin Bärbel Bösking von Rampensau – die Schauspielschau. Diese wurde ein Jahr live jeden ersten Sonntag im Monat gesendet. Zu ihren Gästen gehörten unter anderem Yasemin Şamdereli, Caroline Link, Sebastian Niemann, Marcus H. Rosenmüller, Friedemann Fromm, Tomy Wigand, Werner Kranwetvogel und viele mehr.

## Filmkunstmesse Leipzig
Svantje Wascher war für die Filmkunstmesse Leipzig tätig. 2004 und 2005 hat sie in der Organisation und Akkreditierung gearbeitet, 2006 und 2007 als Moderatorin sowie im Jahr 2011 und 2014 zum Einsprechen noch nicht vollständig synchronisierter Filme.

## Filmografie (Auswahl)

### Kino
- 2015: Looping – als Tänzerin, Regie: Leonie Krippendorff, Jost Hering Filme
- 2014: Oregon Pine – als Frau Noack, Regie: Nicolai Max Hahn, Kidbrother Pictures
- 2012: Nigredo – als Rita, Regie: Alexandra Balteanu, dffb Berlin
- 2011: Traurigkeit und Sex und Wahrheit – als Tina (Hauptrolle), Regie: Johannes Rosenstein, reel life filmproduktion
- 2008: Minibar – als Britta, Remco Packbiers, Regie: David Lammers, Pupkin Film, Niederlande
- 2007: Das heiße Eisen – als Gefatterin, Regie: Stefan Hayn, Anja Christin Remmert, Stefan Hayn Filmproduktion
- 2006: Steel Trap / Butchered – Keiner kann entkommen – als Sarah, Regie: Luis Càmara Silva, Internationale Co. Produktion, K5 Film
- 2004: Stille Post – als Britta (Hauptrolle), Regie: Johannes Rosenstein, reel life filmproduktion
- 1999: Slidin` – Alles bunt und wunderbar – als Nadja (Hauptrolle), Regie: Michael Grimm, Barbara Albert, Reinhard Jud, Österreich, Novotny & Novotny Filmproduktion[7]

### Filme und Serien
- 2011: Tatort: Es ist böse – als Violetta Winter, Regie: Stefan Kornatz, hr3, ARD
- 2007: Magna Aura – als Mada, Regie: Irina Popow, Int. Co. Produktion, mdr, arte
- 2006: Die wahre Lüge – als Sarah – Regie: Nic Niemann, 36 Stunden Film Berlin, Kurzfilm
- 2006: Zwei mal Zwei – als Karla (Hauptrolle), Regie: Nico Nitsche, Kurzfilm, mdr, rbb
- 2004: Lost in Sony – (Hauptrolle), Regie: Daniel Krauss, dffb Berlin, Kurzfilm
- 2003: Italien – als Kaptain, Regie: Johannes Rosenstein, Kurzfilm, reel life filmproduktion
- 2002: American way of Pizza – als Meggie (Hauptrolle), Regie: Robert Lyons, Kurzfilm
- 2002: Liebe auf vier Pfoten – als Luise, Regie: Markus Bräutigam, ARD, ORF
- 2001: SOKO Leipzig – als Ursula, Regie: Patrick Winschewski, ZDF
- 2001: Die Nacht, in der ganz ehrlich überhaupt niemand Sex hatte – als Dagmar, Regie: Christoph Schrewe, Pro7
- 1999: Schöne Bescherung – als Eva (Hauptrolle), Regie: Mark Peschel, Kurzfilm
- 1998: The Price of Reality – als Anna (Hauptrolle), Regie: Johannes Rosenstein, Kurzfilm, reel life filmproduktion
- 1996: Kommissar Rex – Warum starb Romeo? – als Beate, Regie: Oliver Hirschbiegel, ORF, Sat1

## Synchronrollen
Amanda Warren
- 2013: als Sandra in Royal Pains
- 2017: als Jenna Perkins in House of Cards
- 2017: als Marie Salt in Taken – Die Zeit ist dein Feind

Rashida Jones
- 2011: als Ellie in Ein Jahr vogelfrei!
- 2013: als Kim in Decoding Annie Parker (Synchronisiert im Jahr 2015)
- 2017–2018: als Santamonica in Black-ish

Pippa Bennett-Warner
- 2015: als Kerry Irwin in Die Bewährung des Jimmy Rose
- 2017–2019: als Harriet Lennox in Harlots – Haus der Huren
- 2018: als Linda in Patient Zero

Regina King
- 2015: als Aliyah Shadeed / Doreen in American Crime
- 2016: als Terri La Croix in American Crime
- 2017: als Kimara Walters in American Crime

Alice Evans
- 2011–2012: als Esther Mikaelson in Vampire Diaries
- 2012: als Mia in Grimm
- 2014–2015: als Ester Mikaelson in The Originals

Leïla Bekhti
- 2016: als Kahina Zadi in Midnight Sun
- 2019: als Amanda in Ein Becken voller Männer

Chloë Sevigny
- 2014: als Charlotte in Electric Slide (Synchronisiert im Jahr 2016)
- 2017: als Alyssa in Golden Exits

Rachelle Lefèvre
- 2008: als Tuvia in Geständnisse – Confessions of a Dangerous Mind
- 2013–2015: als Julia Shumway in Under the Dome

Jordana Spiro
- 2013–2014: als Jenna Villette in Good Wife
- 2015: als Sarah Weller in Blindspot

Brooke Smith
- 2013–2015: als Frances in Ray Donovan
- 2019: als Zelda in The Good Fight

Kari Wahlgren
- 2012–2015: als Joan Grody in Teenage Mutant Ninja Turtles
- 2014: als Kristy in Chozen

Parisa Fitz-Henley
- 2014: als Bridget Flowers in Detective Laura Diamond
- 2016–2018: als Reva Connors in Marvel’s Luke Cage
- 2020: als Kate in Der Spion von nebenan

Annabeth Gish
- 2006–2008: als Eileen Caffee in Brotherhood (Synchronisiert im Jahr 2016)
- 2016: als Alicia Wiener in Flaked

Jodi Lyn O’Keefe
- 2014–2017: als Dr. Jo Laughlin in Vampire Diaries
- 2013: als Angestellte in The Exes

Latarsha Rose
- 2005: als Polly Campbell in Grey’s Anatomy
- 2017: als Genise in S.W.A.T

Maite Schwartz
- 2004: als Allison in CSI: NY
- 2012: als Celia Jaffe in Rizzoli & Isles

Tehmina Sunny
- 2009: als Lylia Berlin in Eleventh Hour – Einsatz in letzter Sekunde
- 2013: als Rina in Perception

Angela Trimbur
- 2013: als Tweaker Chick in Californication
- 2013: als Jenny the Darkness in Workaholics

Clara Wong
- 2016: als Mary Fowler in Bull
- seit 2016: als Troy in Billions

Elle Young
- 2014: als Brooke Robinson in Perception
- 2014–2019: als Sharon Duckworth in Black-ish

Denise Gough
- 2008: als Martha Wallace in Messias – Die sieben Zeichen
- 2012: als Emily Hill in Titanic – Blood and Steel

Amanda Marcheschi
- 2016: als Dina in Chicago Fire
- 2017–2019: als Dina in Chicago P.D.
- seit 2015: als Dina in Chicago Med

### Filme
- 2004: The Last Minute – Emily Corrie als Anna
- 2005: Sin City – Evelyn Hurley als Josie
- 2005: Miss Undercover 2 – Fabelhaft und bewaffnet – Lusia Strus als Janine
- 2006: James Bond 007: Casino Royale – Sol E. Romero als Junge Frau in Casino
- 2006: Streets of London – Kidulthood – Queen Kate Ajike als Carleen
- 2006: Der dunkle Sturm – Carrie Genzel als Dr. Rakin
- 2006: Das verschwundene Zimmer – Margaret Cho als Suzie Kang
- 2007: Supernatural – Life Line – Kananu Kirimi als Simone
- 2007: Live! – Heather Fox als Gothic Girl
- 2008: Sex and the City – Der Film – Suzanne Cryer als Dog Rescue Woman
- 2008: Messias – Die sieben Zeichen – Denise Gough als Martha Wallace
- 2008: Bedtime Stories – Julia Lea Wolvoc als Hokey Pokey Frau
- 2008: Cadillac Records – Jill Flint als Shirley Feder
- 2008: Vorbilder?! – Nina Hellman als Barista
- 2009: Zombieland – Janette Armand als Frida Abbas
- 2009: Surrogates – Mein zweites Ich (Surrogates) – Ella Thomas als Lisa
- 2009: Middle Men – Julie Lott als Jessie
- 2009: Enter the Void – Sara Stockbridge als Suzy
- 2009: Avatar – Aufbruch nach Pandora – Jahnel Curfman als Basketball–Avatar
- 2010: Sex and the City 2 – Condola Rashād als Meghan
- 2010: Eine total verrückte Bescherung – Lesley Ewen als Clerk und Ellie Harvie als Doris
- 2010: New Kids Turbo – Nicole van Nierop als Manuela van Grunsven
- 2010: Machete – Nina Leon als Machetes Frau
- 2010: The Liverpool Goalie – Andrine Sæther als Else Istad
- 2010: Dinner für Spinner – Nicole LaLiberte als Christina
- 2011: Young Adult – Collette Wolfe als Sandra Freehauf
- 2011: The Future – Voice of Paw-Paw – Miranda July als Sophie
- 2011: Drive Angry 3D – Christa Campbell als Mona
- 2012: Die Tribute von Panem – The Hunger Games – Latarsha Rose als Portia
- 2012: Magic Mike – Mircea Monroe als Kens Frau
- 2012: Magic Mike – Mircaela Johnson als Portia
- 2012: Kiss of the Damned – Joséphine de La Baume als Djuna
- 2012: James Bond 007: Skyfall als Londoner Pendlerin
- 2012: 4:44 – Last Day on Earth – Judith Salazar als Carmen
- 2013: Wolverine: Weg des Kriegers – Keiko Matsumoto als Janet
- 2013: The Wolf of Wall Street – Christina Jeffs als Venice
- 2013: Die Tribute von Panem – Catching Fire – Brooke Bundy – als Octavia
- 2013: House of Magic – Shondra Johnson als Shondra
- 2013: Eine Frau an der Front – Flossy Grounds als Belinda Dawes
- 2014: X-Men: Zukunft ist Vergangenheit – Jan Gerste als Gwen
- 2014: French Woman – Julie Ferrier als Fanny
- 2014: A Fighting Man – Tara Zacharias als Jill
- 2014: A Girl Walks Home Alone at Night – Mozhan Marnò als Atti
- 2014: The Amazing Spider-Man 2: Rise of Electro – Jamie Lynn Conception als Jorges Mutter
- 2015: Raum – Amanda Brugel als Officer Parker
- 2015: Pitch Perfect 2 – Nicole Wallace als Nicole Wallace
- 2015: The Big Short – Vanessa Cloke als Lucy
- 2015: 400 Days – Sally Pressman als Darla
- 2016: Nichts zu verschenken – Laurence Arné als Valérie
- 2016: Das Morgan Projekt – Vinette Robinson als Dr. Brenda Finch
- 2016: Gods of Egypt – Élodie Yung als Hathor
- 2016: Deadpool – Gina Carano als Angel Dust
- 2016: Barfuß in Paris – Fiona Gordon als Fiona
- 2017: Innen Leben – Juliette Navis als Delhani
- 2017: Ghost in the Shell – Danusia Samal als Ladriya
- 2017: Cujo – Kaiulani Lee als Charity Camber
- 2017: Schlösser aus Sand – Jeanne Rosa als Claire Andrieux
- 2018: Sierra Burgess Is a Loser – Chrizzy Metz als Trish
- 2018: Beirut – Kate Fleedwood als Alice Riley
- 2018: White Boy Rick – Taylour Paige als Cathy Volsan Curry
- 2018: Zwei Freunde – Roxanne Day als Gloria Leonard
- 2020: Die bunte Seite des Monds – als Gretch
- 2020: Emma – Chloe Pirrie als Isabella Knightley

### Serien
- 2006: Magister Negi Magi – Mami Deguchi als Madoka Kugimiya
- 2006: Magister Negi Magi – Mai Kadowaki als Satomi Hakase
- 2011: New Girl – Gillian Vigman als Kim
- 2011: Dexter – Katherine Moennig als Michael Angelo
- 2011: Xanadu – Nathalie Blanc als Sarah Valadine
- 2011: Good Wife – Erin Davie als Annette
- 2012: Die Legende von Korra als Toph Beifong
- 2012: Titanic – Blood and Steel – Denise Gough als Emily Hill
- 2013: The Blacklist – Marsha Stephanie Blake als Janet McNamara
- 2013: The Lying Game – Farah White als Danni Samuel
- 2014: The Strain – Ruta Gedmintas als Dutch Velders
- 2014: Our Girl – Eine Frau an der Front – Flossy Grounds als Belinda Dawes
- 2014: Nordkurve – Nina Meurisse als Jessica
- 2014: Played – Carly Pope als Vanessa Moreland
- 2014: Downton Abbey – Janet Montgomery als Freda Dudley Ward
- 2014: Frankie – Kaye Wragg als Kelly Fortune
- 2014: Oz – Hölle hinter Gittern – Annika Peterson als Shannon O`Reily
- 2014: Californication – Angela Trimbur als Tweaker Chick
- 2014: Dexter – Dana L. Wilson als Detektiv Angie Miller
- 2014: The Blacklist – Tanya Upshur als Federal Marshal
- 2014–2018: The Affair – Ruth Wilson als Alison Bailey Lockhart
- 2015: Blutsbande – Linda Zilliacus als Laura Nord
- 2015: Homeland – Emily Walker als Edie
- 2015: Shameless – Rebecca Metz als Melinda
- 2015: Detective Laura Diamond – Parisa Fitz-Henley als Bridget Flowers
- 2016: Queen of the South – Justina Machado als Brenda Parra
- 2016: Shadowhunters – Nicola Correia-Damude als Maryse Lightwood
- 2016: Shooter – Jaina Lee Ortiz als Angela Tio
- 2016: Marvel’s Luke Cage – Parisa Fitz-Henley als Reva Connors
- 2016: Deadline Gallipoli – Anna Torv als Gwendoline Churchill
- 2016: Brotherhood – Annabeth Gish als Eileen Caffee
- 2016: Falling Water – Lizzie Brocheré als Tess / Violet
- 2016: Westworld – Ingrid Bolsø Berdal als Armistice
- 2016: Love – Kirby Howell-Baptiste als Beth
- 2016: Billions – Clara Wong als Troy
- 2016: Ash vs Evil Dead – Jill Marie Jones als Amanda Fisher
- 2016: Chicago Fire – Ilfenesh Hadera als Serena
- 2017: SMILF – Raven Goodwin als Eliza
- 2017: The Marvelous Mrs. Maisel – Caitlin McGee als Vonnie
- 2017: Mr. Mercedes – Virginia Kull als Sadie McDonald
- 2017: Alias Grace – Anna Paquin als Nancy Montgomery
- 2017: Genius: Einstein – Catherine McCormack als Marija Maric
- 2017: Ransom – Karkanis Athena als Angie Rose
- 2017: 24: Legacy – Moran Atias als Sidra
- 2017: Top of the Lake – Gwendoline Christie als Miranda Hilmarson
- 2017: Grey’s Anatomy – Latarsha Rose als Polly Campbell
- 2017–2025: The Handmaid’s Tale – Der Report der Magd für Amanda Brugel als Rita
- 2018: You – Du wirst mich lieben – Hari Nef als Blythe
- 2018: FBI – Nina Lisandrello als Eve Nettles (Folgen: Identity Crises, Compromised, Green Bird)
- 2018: FBI – Emma Duncan als Valerie Borgia (Folge: Doomsday)
- 2018: Die Conners – Maya Lynne Robinson als Geena Williams-Conner
- 2018: Trust – Sophie Winkleman als Margot
- 2018: Requiem – Sian Reese–Williams als Trudy Franken
- 2018: Wentworth – Artemis Ioannides als Vicky Kosta
- 2018: Quantico – Marsha Stephanie Blake als Leslie Thomas
- 2018: Fenix – Clinty Thuijls als Angela
- 2018: A Discovery of Witches – Louise Brealey als Gillian Chamberlain
- 2018: Catastrophe – Lauren Socha als Anna
- 2018: Hard Sun – Lorraine Burroughs als Simone Hicks
- 2020: Das Damengambit – Marielle Heller als Mrs. Alma Wheatley
- 2021: Hawkeye – Vera Farmiga als Eleanor Bishop
- 2022: The Tourist – Duell im Outback – Shalom Brune-Franklin als Luci Miller / Victoria
- 2023: Navy CIS: L.A. für Heather Grace Hancock als Robin Wassner
- 2024: Navy CIS für Indira Gibson Wilson als CIA Chefin Westin

## Hörbücher (Auszug)

### Buchreihen
G. A. Aiken – Dragon
- Dragon Kiss, Hörbuch Hamburg Verlag 2011, 12 h 10 min
- Dragon Dream, Hörbuch Hamburg Verlag 2011, 12 h 19 min
- Dragon Touch, Hörbuch Hamburg Verlag 2011, 15 h 57 min
- Dragon Fire, Hörbuch Hamburg Verlag 2011, 15 h 02 min
- Dragon Sin, Hörbuch Hamburg Verlag 2013, 11 h 33 min
- Dragon Fever, Hörbuch Hamburg Verlag 2013, 14 h 41 min
- Dragon Flame, Hörbuch Hamburg Verlag 2015, 16 h 46 min
- Dragon Night, Hörbuch Hamburg Verlag 2017, 12 h 14 min
- Dragon Heat, Hörbuch Hamburg Verlag 2018, 12 h 36 min

Emily Bold – Wenn Liebe …
- Wenn Liebe nach Pralinen schmeckt, Audible Studios 2016, 8 h 18 min
- Wenn Liebe Wunden heilt, Audible Studios 2017, 9 h 44 min
- Wenn Liebe Cowboystiefel trägt, Audible Studios 2019, 9 h 15 min

Emily Bold – Suche nach Mr. Grey
- Auf der Suche nach Mr. Grey: Autsch ist ein schlechtes Safeword, Audible Studios 2015, 2 h 05 min
- Ein Tanz mit Mr. Grey: Wer hat eigentlich die Wassermelone getragen? Audible Studios 2016, 2 h 14 min
- Ein Job für Mrs. Grey: Mission ziemlich impossible! Audible Studios 2016, 2 h 41 min
- Im Urlaub mit Mr. Grey: Eine rote Badehose macht noch keinen Rettungsschwimmer! Audible Studios 2016, 2 h 42 min
- Eine Braut für Mr. Grey: Wer „Ja“ sagt, braucht kein Safeword mehr! Audible Studios 2017, 2 h 57 min

Sylvia Day – Crossfire
- Versuchung, Random House Audio 2013, 10 h 35 min
- Offenbarung, Random House Audio 2013, 10 h 00 min
- Erfüllung, Random House Audio 2013, 12 h 55 min
- Hingabe, Random House Audio 2014, 13 h 01 min
- Vollendung, Random House Audio 2016, 15 h 09 min

Shannon McKenna – McCloud Brothers
- Die Nacht hat viele Augen, Audible Studios 2012, 15 h 30 min
- In den Schatten lauert der Tod, Audible Studios 2012, 16 h 59 min
- Blick in den Abgrund, Audible Studios 2012, 13 h 29 min
- Sünden der Vergangenheit, Audible Studios 2012, 15 h 20 min
- Spiel ohne Regeln, Audible Studios 2012, 16 h 29 min
- Stunde der Vergeltung, Audible Studios 2013, 18 h 09 min
- Die Macht der Angst, Audible Studios 2013, 24 h 27 min
- Flammen der Rache, Audible Studios 2014, 21 h 46 min
- An der Schwelle des Todes, Audible Studios 2014, 17 h 54 min
- Scherben der Erinnerung, Audible Studios 2015, 17 h 23 min
- Tage ohne Wiederkehr, Audible Studios 2015, 18 h 20 min

Frieda Lamberti – Herzklopfen
- Herzklopfen und kalte Füße, Montlake Romance 2015, 5 h 04 min
- Herzklopfen und kalte Hände, Montlake Romance 2015, 5 h 21 min

Frieda Lamberti – Kummerkekse
- Kalte Milch und Kummerkekse, Montlake Romance 2016, 5 h 03 min
- Warme Milch und Kummerkekse, Montlake Romance 2016, 5 h 13 min

Pamela Callow – Kate Lange
- Im Blut vereint, Audible Studios 2014, 14 h 48 min
- Nichts als Schweigen, Audible Studios 2015, 13 h 48 min

Maya Banks – Dark Surrender
- Leidenschaft, Audible Studios 2014, 11 h 43 min
- Lust, Audible Studios 2014, 10 h 18 min
- Liebe, Audible|Audible Studios 2015, 8 h 50 min

### Einzel-Lesungen
- Meghan – Von Hollywood in den Buckingham-Palast. Ein modernes Märchen, von Andrew Morton, Random House Audio 2018, 9 h 01 min
- River of Violence, von Tess Sharpe, Hörbuch Hamburg Verlag 2019, 14 h 41 min
- Broken Love, von L. J. Shen, Lübbe Audio 2019, 12 h 24 min (Lesung gemeinsam mit Tim Koppenschläger)
- Ein ungezähmtes Mädchen, von Simona Ahrnstedt, Audible Studios 2019, 15 h 14 min
- Ein Kuss in den Highlands, von Emily Bold, Audible Studios 2015, 5 h 49 min
- Lichtblaue Sommernächte, von Emily Bold, Audible Studios 2018, 9 h 35 min
- Solange du lügst, von Kimberly Belle, Audible Studios 2018, 9 h 30 min
- Bittersweet Discipline, von Mia Kingsley, Audible Studios 2018, 2 h 49 min (Lars Schmidtke)
- The Room Mate, von Kendall Ryan, Lübbe Audio 2018, 6 h 27 min (Lesung gemeinsam mit Sebastian Seler und Karen Kasche)
- Die Liebe ist ein Trampeltier, von Ina Straubing, Montlake Romance 2015, 7 h 18 min
- Inselkind – Juli, von Annette Petersen, Audible Studios 2015, 2 h 37 min
- Der Flügelschlag des Glücks, von Lisa Jewell, Argon Verlag 2015, 12 h 17 min
- Remember, von Izabelle Jardin, Lake Union 2015, 11 h 48 min
- Die Juliette Society, von Sasha Grey, Random House Audio 2013, 7 h 46 min
- Das ist nicht wahr, oder? von Jenny Lawson, Audible Studios 2015, 10 h 11 min

## Hörspiele (Auszug)
- 2011: Übernacht – Regie: Johanna Steiner, Das Hörspielstudio
- 2011: Richard Diamond, Privatdetektiv – Folge 13 und 14, Regie: Oliver Rohrbeck, Das Hörspielstudio
- 2012: Die Verhöre der Gesche Gottfried – Regie: Markus Hahn, Peer Meter: A. S. Theater und Film
- 2013: Lauras Stern – Laura kommt in die Schule – Regie: Oliver Rohrbeck, Das Hörspielstudio
- 2016: Hui Buh – Folge 25, Regie: Christian Hagitte, STIL Music
- 2018: Seven – Folge 3 und 6, Regie: Gerd Naumann, All Score Media
- 2018: Sundquist – Regie: Gerd Naumann, All Score Media
- 2018: Inspector Lestrade – Fall 5 – Rot wie Blut, Regie: Gerd Naumann, All Score Media

## Computerspiele
- 2010: Driver, Ubisoft
- 2011: Assassin’s Creed: Revelations, Ubisoft
- 2012: ZombiU, Ubisoft